# 若泽·穆里尼奥
若泽-马里奥·多斯桑托斯·穆里尼奧·费利克斯（葡萄牙語：José Mário dos Santos Mourinho Félix，葡萄牙語發音：[ʒuˈzɛ moˈɾiɲu] ⓘ，GOIH，1963年1月26日—），出生於葡萄牙塞圖巴爾，葡萄牙足球教練。曾先後執教國際米蘭、皇家馬德里、車路士、曼聯等球會，亦曾担任beIN Sports和Sky Sports的足球評述員，現時费内巴切主教练。
穆里尼奥曾于英超，西甲，意甲，葡超等多國聯賽執教，其中包括如波尔图、切尔西、国际米兰、皇家马德里、曼聯等豪門俱樂部，更獲得了8次联赛冠军、2次欧洲冠军联赛冠军、1次欧洲联盟杯冠军、1次歐霸盃冠軍、1次欧会杯冠軍以及8次国内杯赛冠军，使他成爲史上首位獲得欧洲三大杯賽（歐冠、歐霸杯、歐協聯）冠军的主帅及唯一一位集齊所有歐洲杯賽（包括當年以巴塞羅那助教身份勝出歐洲杯賽冠軍杯）冠軍獎牌的教練。其中于2010年，他更率領國際米蘭奪得意甲史上首個三冠王，在国际足联金球奖评选中获得了2010年度最佳主帅。
他同時也是語言天才，能說六種語言。

## 早年生活
球員時代的穆里尼奥是一名司職中場的球員，一直都只在葡萄牙低組別球會效力。报名就读里斯本科技大学运动学专业不成，只能转而就读体育教育专业。
後來穆里尼奥在葡萄牙小俱乐部艾馬多拉當助教，由於精通六門語言，不久成為葡萄牙超級聯賽强队波尔图的翻譯。當時波圖領隊是前英格蘭國家足球隊領隊博比·罗布森，穆里尼奥從中掌握了一些戰術理念。
隨著博比·罗布森轉至西甲的巴塞罗那，深得博比·罗布森重用的穆里尼奥也隨行至加泰隆尼亞。在巴塞罗那中，穆里尼奥不時在翻譯時加入自己的戰術。博比·罗布森離開巴塞罗那後，穆里尼奥繼續擔當新任荷蘭籍主教練范加尔（Louis van Gaal）的副手，從後者身上學習到大量現代足球理論。

## 教練生涯

### 賓菲加
至2000年與巴塞隆拿約滿後，穆里尼奥返回故鄉葡萄牙，最初獲葡萄牙強隊之一的本菲卡聘為教练，但只執教了短短9場球賽，加上俱樂部改選，穆里尼奥與新任主席和董事會不和而辭職。

### 利亞拿
2001年，穆里尼奥成為了小球會利亞拿的教练，為該球會取得聯賽的第五名。這是該球會有史以來的最佳成績，亦是穆里尼奥嶄露頭角的開始。

### 波圖
為利亞拿贏得第五名後，波尔图於2002年1月聘请了穆里尼奥。他第一年先帶領波尔图於欧冠第二回合出局，但在聯賽上排名第三，晉身歐洲足協盃。次季，穆里尼奥帶領波尔图成為聯賽冠軍、葡萄牙盃冠軍，並取得歐洲足協盃冠軍。2004年穆里尼奥不但為波尔图贏得聯賽冠軍、葡萄牙盃亞軍，還於歐洲聯賽冠軍盃中決賽以3:0擊敗法國的摩納哥，成為歐冠冠軍。

### 車路士

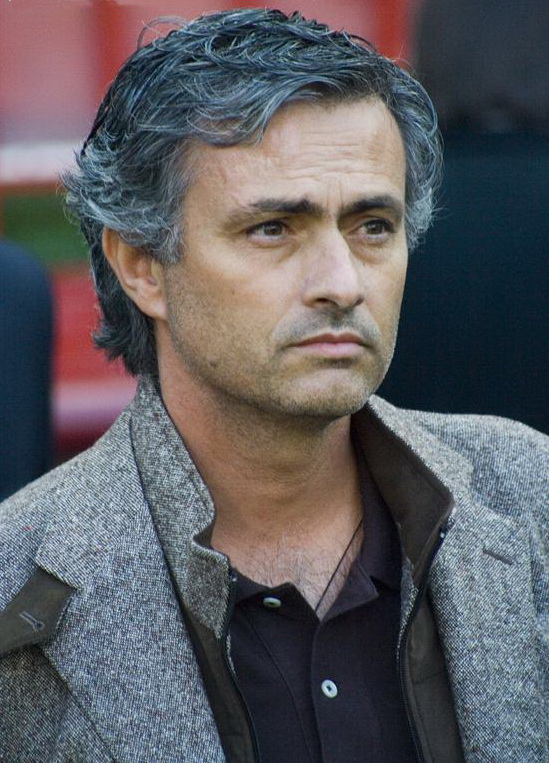
執教切尔西時期的穆里尼奥（2004年-07年）

2004年6月，穆里尼奥轉到英格蘭，正式就任切尔西教练。當時英格蘭超級聯賽幾乎年年由曼聯和阿森纳取得冠軍，但他一上任後卻把局面轉化，先於首場聯賽即以1:0戰勝曼聯，更在當季帶領切尔西贏得英超冠軍，成功打破由曼聯和阿仙奴長時間壟斷英超的局面，並以38戰29勝8和1負得95分及全季只失15球，創出英格蘭頂級聯賽冠軍的最高得分紀錄，及英格蘭頂級聯賽失球最少記錄。
翌季，穆里尼奥更率領切尔西以無敵姿態，在聯賽首兩個月就拋離其他英超對手的情況下，成功衛冕聯賽，其中與亞軍曼聯的積分差距，更一度達十三分。英國各界常以他與曼聯主教练弗格森相比。2006年至2007年的球季，穆里尼奥帶領切爾西於足總盃中以1:0擊敗曼聯成為冠軍，為赴英執教以來首個足總杯冠軍。
2007年9月19日在首場欧冠分組賽被洛辛堡1:1逼平，而且一直在買人用人上和球队老板阿布拉莫维奇不对路，成為穆里尼奥被辭退的導火線。及後24小時，切爾西正式宣佈與穆里尼奥和平解約。

### 國際米蘭

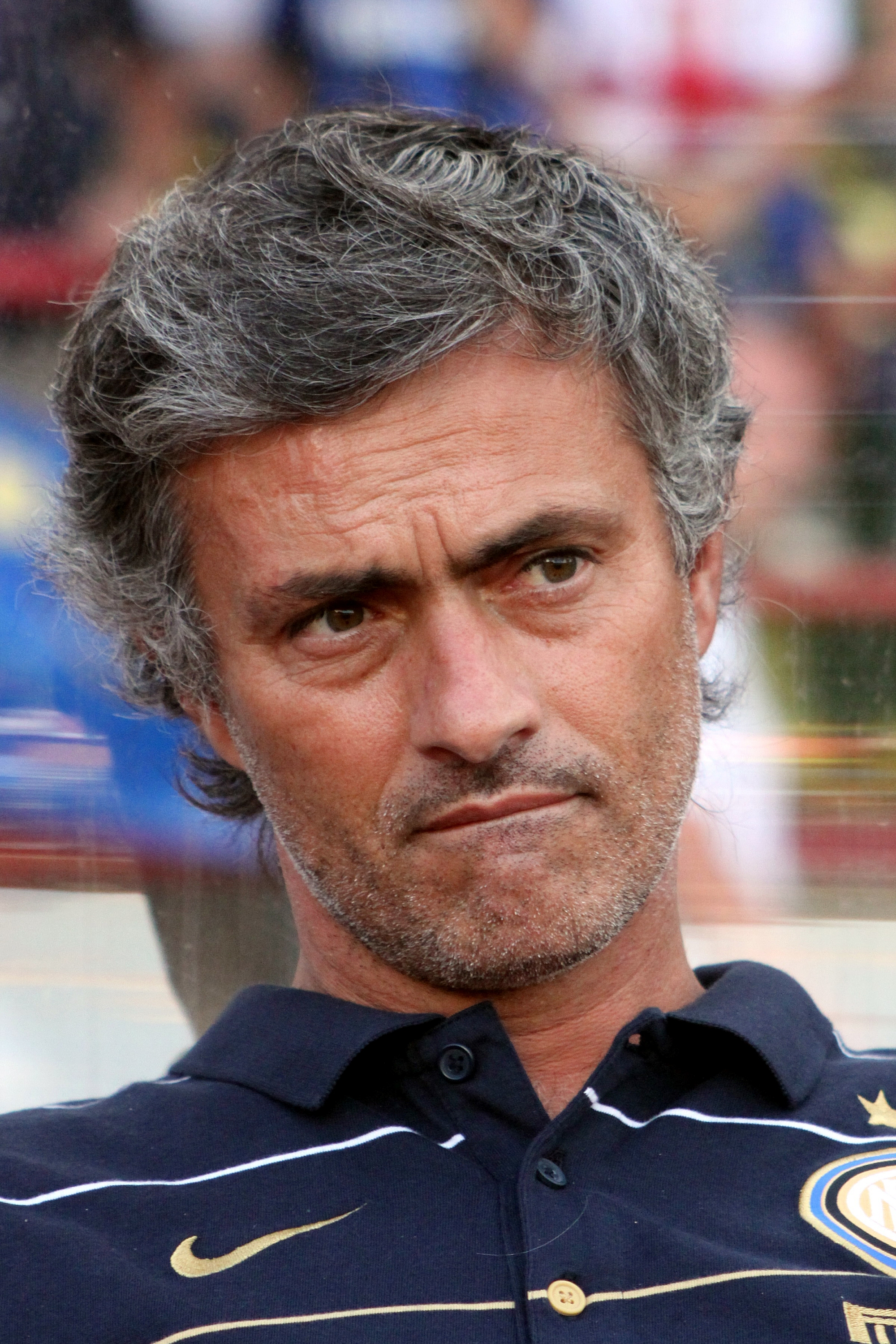
执教国际米兰的穆里尼奥（2008年-10年）

離開切爾西後，穆里尼奥曾競逐當時被認為係母會的巴塞隆拿主帥一職，惟球會選擇執教巴塞隆拿B隊的哥迪奧拿。
2008年6月，穆里尼奥經過近一年的休息後，正式取代文仙尼成為國際米蘭新主帥，並成為意大利足球甲级联赛歷史上最高薪及當時意甲唯一一位外籍教练。2009年5月17日，在穆里尼奥領導之下，國際米蘭提前三輪獲得2008/2009年度意甲聯賽冠軍。
翌年，穆里尼奥又帶領國際米蘭成為意甲聯賽冠軍、意大利盃冠軍。他更帶領國際米蘭於16強以2:1及1:0擊敗在老对手安切洛蒂的带领下的前僱主——英超冠軍切爾西；再於8強裡兩回合均以1:0擊退俄超盟主莫斯科中央陆军；至4強則面對巴塞罗那，穆里尼奥不但在主場反勝3:1，更在魯營球場於大部份時間只剩十人應戰的情況下，成功以總比數3:2協助球會時隔38年再次晉級欧洲冠军联赛決賽。
在2010年5月22日的决赛中，國際米蘭以2:0擊敗同樣有意爭取三冠美譽的德國雙料冠軍拜仁慕尼黑，成为歐洲聯賽冠軍盃冠军及意大利有史以來的首支三冠王球隊。自十六強開始，國際米蘭相繼擊敗的對手都是當季各自聯賽的最後冠軍（當中包括英超冠軍切爾西，俄超冠軍莫斯科中央陸軍，西甲冠軍巴塞罗那以及德甲冠軍拜仁慕尼黑。小組賽同組對手，全部亦是上賽季的聯賽冠軍。當中包括西甲冠軍巴塞罗那，俄超冠軍魯賓卡山以及烏超冠軍基輔戴拿模），穆里尼奥賽後更忍不住喜極而泣。

### 皇家馬德里

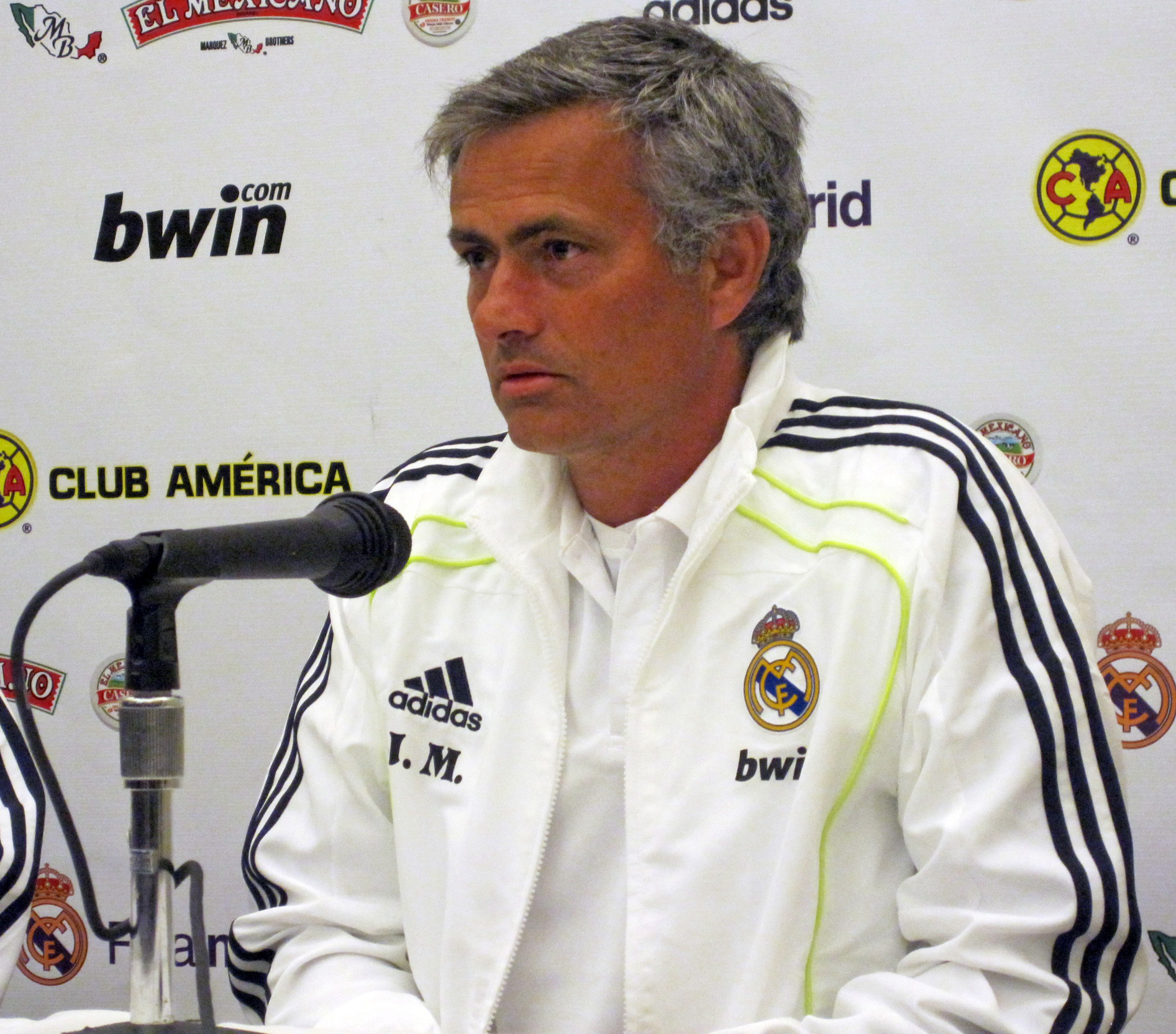
穆里尼奥的皇家马德里時代（2010年至2013年）

2010年5月29日，皇家马德里官方宣佈穆里尼奧成為新主帥。31日，穆里尼奧正式蒞臨伯纳乌球场，宣佈就任新主帥。执教皇马的第一个赛季，球队在各条战线多半被巴塞罗那全面压制，联赛屈居亚军，首次國家打吡遭5-0羞辱，欧洲冠军联赛半决赛负于巴萨被淘汰，但至少是突破了多年16強的臭名。皇马整年最大的榮譽是夺得了西班牙国王杯冠军，在決賽1-0小勝巴塞隆納，這個弥足珍贵的獎盃阻止死敵瓜迪奥拉和巴薩完成三年內第二度三冠王的偉業。
2011/12赛季，皇马尽管在国王杯1/4决赛被巴塞罗那淘汰，欧冠半决赛互射点球负于拜仁慕尼黑，但是球队在联赛中表现出色，除了終止四季以來國家德比不勝的窘況，並迅速占据积分榜头名，逐渐拉开与第二名巴塞罗那的积分差距。2012年5月2日，穆里尼奥帶領皇家馬德里提前两轮成為了11/12赛季西甲聯賽的冠軍，最後達成破西甲記錄的100分和121進球。同年奪得西班牙超級盃冠軍後，摩連奴已囊括葡、英、意、西四國本土賽事的錦標（即頂級聯賽、本土盃賽及國內季前熱身賽事冠軍）。
雖然在任期間摩連奴成功打破巴塞羅那的壟斷重奪西甲和創下不少紀錄，但由於他與隊長卡西利亚斯不和，把後者貶到替补席上，再加上隊內的西班牙和葡萄牙球員分化，令球隊出現內部分裂。種種因素令摩連奴在馬德里的生活並不愉快，2012/13赛季联赛和国王杯分別敗給巴塞羅那和马德里竞技，兩奪亞軍，歐冠盃方面則在四強敗給多特蒙德，連續三年止步四強。終於在2013年5月21日，穆里尼奥離開了皇家馬德里。

### 重回切尔西

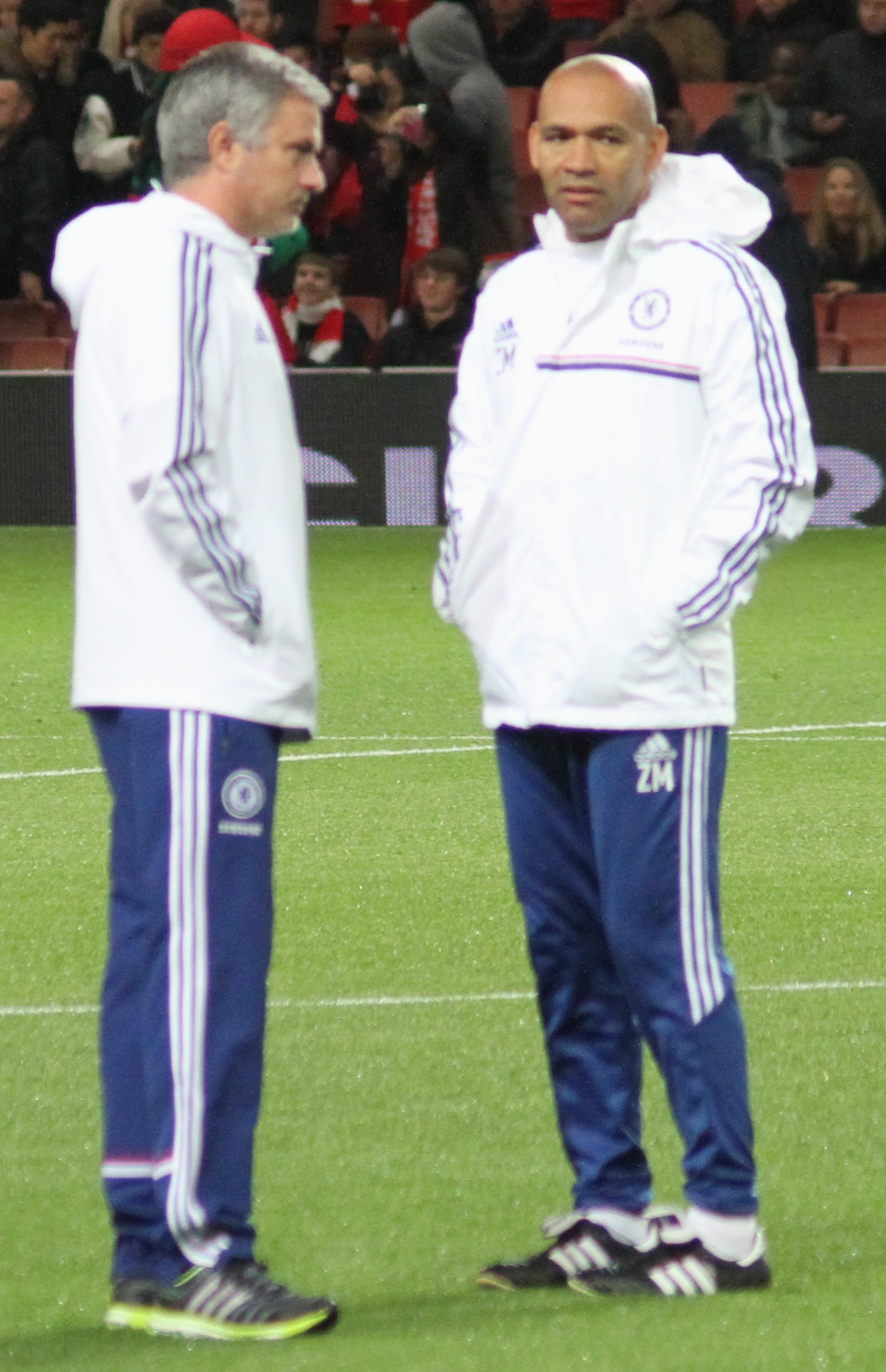
重返切尔西的穆里尼奥

離開皇家馬德里後，切尔西於英國時間2013年6月3日官方網站正式宣布，穆里尼奥與其簽下為期4年的合約，再度成為該球隊的領隊。
2013-14赛季，切尔西在英超联赛中取得25胜7平6负积82分的成绩位列积分榜第三位，在欧洲超级杯中点球大战以总比分6-7不敌拜仁慕尼黑，在联赛杯1/4决赛中作客1-2负于桑德兰，在足总杯第5轮中作客0-2负于曼城，在欧冠半决赛中以总比分1-3负于马德里竞技，最终切尔西在该赛季未取得任何一座冠军奖杯。
2014-15赛季，切尔西在英超联赛中保持强势，从赛季初就一直稳坐榜首位置，最终提前三轮夺得球队五年来的首座联赛冠军，而此次夺冠距离穆里尼奥第一次率队夺冠正好十年，在联赛杯中切尔西一路过关斩将，并在决赛中2-0击败热刺夺得联赛杯，在足总杯第四轮中主场爆冷被英甲球队布拉德福德连进四球逆转2-4淘汰，在欧冠16强则以总比分3-3因客场进球少而遭巴黎圣日耳曼淘汰。
2015-16赛季，切尔西突然陷入低谷，前16轮联赛仅取得4胜3平9负积15分的成绩，距离降级区仅一步之遥，2015年12月17日，切尔西官方宣佈正式解僱摩連奴，亦是他第二次遭到切尔西開除。

### 曼聯

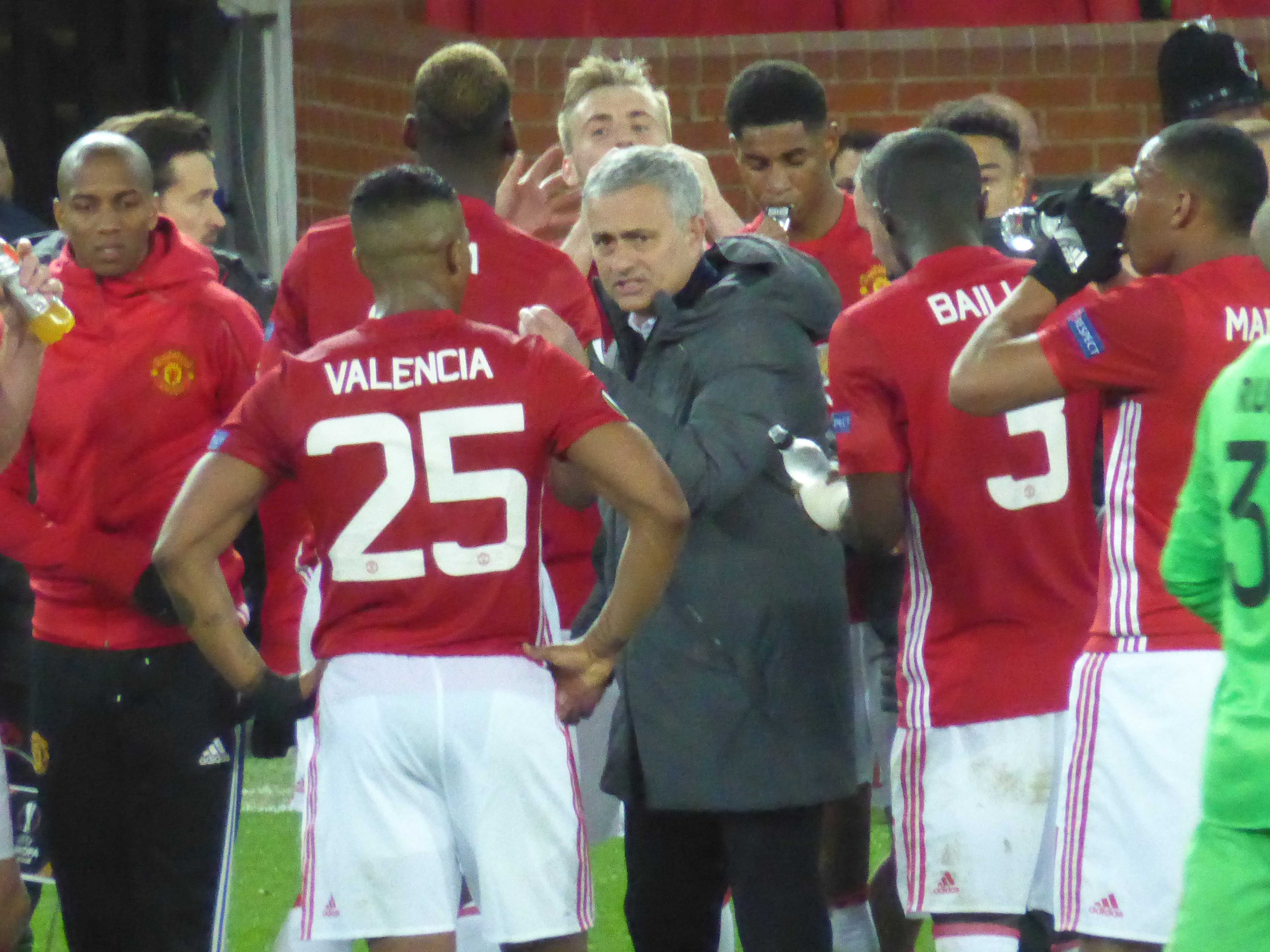
正與曼聯球員討論的穆里尼奥

2016年5月27日，曼聯官方宣布摩連奴為球隊新任主教練，合同為期三年，並且有條件續約一年。
2016/17賽季，摩連奴率領曼聯取得開季三連勝，但球隊隨後狀態滑落，六輪聯賽僅贏下一場，隨後球隊反彈取得各項賽事九連勝及連續25輪不敗的創隊史記錄成績。摩連奴即使在開季早段嘗試打出進攻足球，但球隊實力低下到連防守反擊都做不到，在聯賽第九輪更是在客場0-4慘敗於老東家車路士。摩連奴唯有對強隊安排針對性部署應對，成功以2-0在主場復仇車路士，隨後對強隊也能保持不敗。雖然戰術部署有不錯的效果，但摩連奴深知球隊實力無法在餘下聯賽賽事與其餘五支強隊爭奪排名，選擇留力歐洲賽事圖獲下季歐聯出線資格。在隊內傷兵滿營及保守戰術使進攻效率低下的情況下，最終賽季取得18勝15平5負的成績位列積分榜第六位，未能通過聯賽獲得歐冠聯賽參賽資格。在盃賽中，曼聯則取得了不錯的成績，賽季初社區盾中2-1擊敗李斯特城奪冠，聯賽盃決賽中3-2擊敗修咸頓奪冠，2017年5月24日，曼聯在歐霸決賽中2-0擊敗年青力壯的阿積士，奪得隊史首座歐霸冠軍，並獲得直接晉級來季欧冠的資格。綜合全季來看，摩連奴帶領的曼聯成就後費格遜時代最好成績，先後奪得社區盾及聯賽盃，並在外界不被看好的情況下首奪歐霸盃直接取得2017/18賽季的欧冠資格，成就「小三冠王」霸業。
2017/18賽季，曼聯在歐超盃對陣四年三奪欧冠的皇馬，儘管球隊高水準發揮，但實力有限，仍不敵有著頂級陣容的皇馬，以1-2敗陣。英超方面，曼聯開季強勢，但實力超羣的同市宿敵曼城橫掃聯賽各個球隊，獨佔榜首坐擁半季不敗。球隊最後取得聯賽亞軍，是曼聯自費格遜退隱之後的最佳排名。同時足總盃屈居亞軍。
2018/19赛季，摩連奴未能理順與球員之間的關係，與隊內球星保羅·普巴的關係異常緊張，喪失更衣室的支持，球隊成績不見起色，雖然在欧冠分組賽成功出線，但聯賽17輪後僅僅排名第六。2018年12月18日，曼聯官方宣布解僱摩連奴。這是他教練生涯第四度遭革職。
綜觀摩連奴帶領曼聯的成就，雖然無法為球隊贏得聯賽冠軍，但亦為球隊奪得聯賽亞軍，此乃曼聯於後費格遜時期的最佳成績。除此之外，摩連奴亦帶領曼聯贏得社區盾、聯賽盃及歐霸盃冠軍。

### 热刺

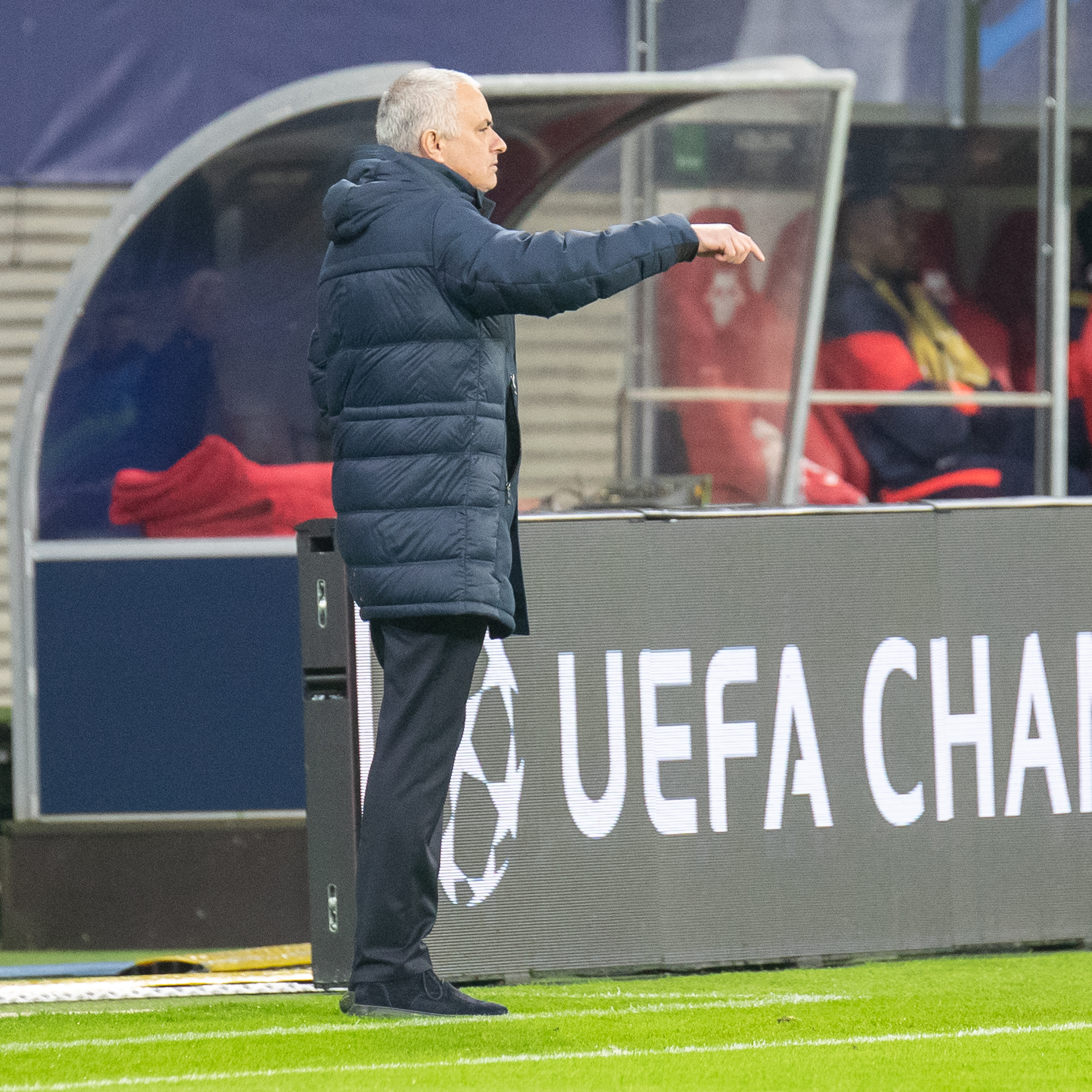
热刺時期的穆里尼奥（2020年至2021年）

2019年11月20日，托特纳姆热刺官方正式宣布，穆里尼奥成为球队新任主教练，接替因战绩不佳而下课的波切蒂诺，合同原本到2023年6月30日到期；但因热刺在2020-21年度的英超联赛和欧洲联赛中表现不佳，和就巴爾的使用問題上以及對於熱刺參加歐洲超級聯賽與班主利維存在爭議，而於2021年4月19日被解僱。

### 罗马
2021年5月4日，穆里尼奥被任命为羅馬的主教练。2021–22年的意甲球季，羅馬以第6位完成。
2022年5月25日，歐洲協會聯賽羅馬在決賽1:0戰勝飛燕諾，首奪欧洲协会联赛冠軍。
2024年1月16日，罗马官方宣布穆里尼奥下课。

## 風格
穆里尼奧可說是當今足壇最具爭議性的教練。他非常投入於教練工作中，為求勝利不擇手段而有時顯得冷酷無情。不論場內場外都會使用小動作擾亂對手幫助球隊贏球，如此極端激烈的執教風格雖然可以激發出球員能力奪冠，但往往因為後續的更衣室問題而無法延續衛冕態勢，他本人亦多度黯然下台。故有「摩三季」的外號。
穆里尼奧是防守反擊戰術中最具代表性的教練，非常重視防守的他把此類戰術發揮得極致，他窮究防守的信念甚至被外界借用其原本諷刺熱刺时说的话而称之為「像在球門前橫擺了好幾輛巴士」（然而他自己面對強隊也經常用這種類似的方式讓對手失分），之後極端強調防守的反擊戰法在足壇有了「大巴戰術」的暱稱。往後一些弱小球隊對決如巴薩、拜仁等豪門球隊時也多使用大巴戰術以求得平局甚至勝利。
穆里尼奧非常強調場上11名球員都要參與防守，所以較不喜歡一些極具創意與但不願積極回防的攻擊型球員，如皇马时期的卡卡、切尔西摩二期时代的马塔，最愛能任勞任怨、願意全場飛奔的工兵型的球員。
穆里尼奧喜愛使用馬上能融入球隊的成名球星，因為這些28歲-30歲具經驗的球員能即時為他的球隊帶來穩定的表現。所以亦因此令年輕球員難以獲得機會和信任去表現自己的潛力。因爲穆里尼奧不善於指導年輕球員進步，因此浪費了能夠在未來大放異彩的潛力球員而被人詬病，例如在曼聯時期讓、坐板凳或更改他們的出場位置；在切爾西時期更是一口氣賣掉了、盧卡古（穆里尼奧在2014年以28M英鎊將他賣去艾佛頓，結果在2017年到曼聯執教時以近三倍的75M英鎊將他買回，當時一度引起眾人的嘲笑）、（原先在2012-13德甲球季結束時，該季被外借至且表現出色的德布勞内一度引起眾多德甲隊伍的興趣，但穆里尼奧宣稱德布勞内在切爾西未來發展的藍圖之中，而拒絕所有報價。但接下來一整季切爾西57場比賽他僅有9次出場，最後該季結束時以遠低於一年前德甲各隊報價的18M英鎊賤賣至沃尔夫斯堡）等三位日後在其他英超隊伍大放異彩的球員，使他近來遭到切爾西球迷不斷的批評。

## 軼事
摩連奴有個綽號叫「特別的一個」（the Special One），是他在剛執教切爾西時自取的頭銜，之后被英格蘭媒體廣泛使用。2012年8月，贏得四個國家的聯賽冠軍後的他又替自己取名為「唯一」（the Only One）。2013年6月，重返切爾西的穆里尼奧又替自己起了個新綽號「快樂的一個」（the Happy One）。2018年12月，摩連奴第四度遭辭退後，被球迷嘲笑為「被炒的一個」（the Sacked One）。
穆里尼奥还被指经常指使球员蓄意“洗牌”。2010-2011赛季欧冠小组赛客场对阵阿贾克斯的比赛中，穆里尼奥指使阿隆索與拉莫斯拖延时间，最终欧足联对穆里尼奥处以禁赛2场、缓刑1场，阿隆索、拉莫斯二人被追加罚款，协助洗牌的卡西利亚斯、杜德克以及皇马俱乐部也被罚款。2013年歐冠十六強首回合，三人重施故技，阿隆索與拉莫斯分別辱罵球證及故意踢走皮球，雙雙再次蓄意申領黃牌，在次回合停賽，得以參與四強。事後穆里尼奥、阿隆索與拉莫斯再一次逃過歐洲足協處罰。

## 荣誉

### 球會
| 球會             | 賽事                   | 獲獎年份                        |
| ---------------- | ---------------------- | ------------------------------- |
| 波尔图           | 葡萄牙足球超級聯賽冠軍 | 2002-03年，2003-04年            |
| 波尔图           | 葡萄牙盃冠軍           | 2002/03年                       |
| 波尔图           | 葡萄牙超級盃冠軍       | 2003年                          |
| 波尔图           | 歐洲冠軍聯賽冠軍       | 2003-04年                       |
| 波尔图           | 歐洲足協盃冠軍         | 2002-03年                       |
| 切尔西           | 英格蘭超級足球聯賽冠軍 | 2004-05年，2005-06年，2014-15年 |
| 切尔西           | 英格蘭足總盃冠軍       | 2006-07年                       |
| 切尔西           | 英格蘭社區盾冠軍       | 2005年                          |
| 切尔西           | 英格蘭聯賽盃冠軍       | 2004-05年，2006-07年，2014-15年 |
| 國際米蘭         | 意大利足球甲级联赛冠軍 | 2008-09年，2009-10年            |
| 國際米蘭         | 意大利盃冠軍           | 2009-10年                       |
| 國際米蘭         | 意大利超級盃冠軍       | 2008年                          |
| 國際米蘭         | 歐洲冠軍聯賽冠軍       | 2009-10年                       |
| 皇家马德里       | 西班牙足球甲级联赛冠軍 | 2011-12年                       |
| 皇家马德里       | 西班牙國王盃冠軍       | 2010-11年                       |
| 皇家马德里       | 西班牙超級盃冠軍       | 2012年                          |
| 曼徹斯特聯       |                        |                                 |
| 英格蘭社區盾冠軍 | 2016年                 |                                 |
| 英格蘭聯賽盃冠軍 | 2016-17年              |                                 |
| 欧联杯冠軍       | 2016-17年              |                                 |
| 羅馬             | 欧洲协会联赛冠軍       | 2021-22年                       |

### 個人
- 歐洲足協年度最佳教练：2002–03, 2003–04
- 葡萄牙超級足球聯賽年度最佳教练：2002–03, 2003–04
- 英格蘭超級足球聯賽年度最佳教练：2004–05, 2005–06, 2014–15
- 英格蘭超級足球聯賽每月最佳教练：2004年11月, 2005年1月, 2007年3月
- 意大利甲組足球聯賽年度最佳教练：2009-10
- 國際足球歷史和統計聯合會年度最佳教练：2004年, 2005年
- 歐洲聯賽冠軍盃年度最佳教练：2002–03, 2003–04
- 歐洲足協年度最佳陣容教練：2003年, 2004年, 2005年
- 英國廣播公司年度體育界最佳教練：2005年
- Onze d'Or年度歐洲最佳教練：2005年
- 世界足球年度最佳教練：2004年, 2005年, 2010年
- 國際足協年度世界最佳教練獎：2010年

### 教練生涯数据统计
最近更新：2022年5月1日
| 球队       | 國家   | 起             | 迄             | 统计 | 统计 | 统计 | 统计 | 统计  | 统计 | 统计 | 统计  |
| 球队       | 國家   | 起             | 迄             | 场次 | 胜   | 和   | 负   | 胜率% | 入球 | 失球 | 球差  |
| ---------- | ------ | -------------- | -------------- | ---- | ---- | ---- | ---- | ----- | ---- | ---- | ----- |
| 本菲卡     | 葡萄牙 | 2000年9月20日  | 2000年12月5日  | 11   | 6    | 3    | 2    | 54.55 | 17   | 9    | +8    |
| 利亞拿     | 葡萄牙 | 2001年4月14日  | 2002年1月20日  | 20   | 11   | 5    | 4    | 55.00 | 34   | 20   | +14   |
| 波圖       | 葡萄牙 | 2002年1月23日  | 2004年5月26日  | 127  | 91   | 21   | 15   | 72.65 | 254  | 96   | +158  |
| 切尔西     | 英格兰 | 2004年6月2日   | 2007年9月20日  | 185  | 123  | 41   | 21   | 66.48 | 330  | 119  | +211  |
| 國際米蘭   | 義大利 | 2008年6月2日   | 2010年5月29日  | 108  | 67   | 26   | 15   | 62.04 | 185  | 94   | +91   |
| 皇家马德里 | 西班牙 | 2010年5月31日  | 2013年6月1日   | 178  | 128  | 28   | 22   | 71.91 | 475  | 168  | +307  |
| 切尔西     | 英格兰 | 2013年6月3日   | 2015年12月17日 | 136  | 80   | 29   | 27   | 58.82 | 245  | 121  | +124  |
| 曼徹斯特聯 | 英格兰 | 2016年5月26日  | 2018年12月18日 | 144  | 84   | 32   | 28   | 58.33 | 244  | 121  | +123  |
| 热刺       | 英格兰 | 2019年11月20日 | 2021年4月19日  | 86   | 45   | 17   | 24   | 52.30 | 146  | 99   | +47   |
| 羅馬       | 義大利 | 2021年7月1日   | 2024年1月16日  | 138  | 68   | 31   | 39   | 49.28 | 213  | 143  | +70   |
| 总计       | 总计   | 总计           | 总计           | 1133 | 701  | 236  | 196  | 61.87 | 2163 | 994  | +1169 |

#### 賽季記錄
| 冠軍 | 亞軍 | 季軍/準決賽 | 未完成 |

| 賽季     | 球隊       | 國籍     | 國內  | 國內     | 國內   | 國內   | 歐陸          | 歐陸   | 歐陸   | 歐陸   | 錦標 |
| 賽季     | 球隊       | 國籍     | 聯賽  | 杯賽     | 聯賽杯 | 超級杯 | 歐冠盃        | 歐霸盃 | 歐超盃 | 歐會盃 | 錦標 |
| -------- | ---------- | -------- | ----- | -------- | ------ | ------ | ------------- | ------ | ------ | ------ | ---- |
| 2000–01  | 本菲卡     | 葡萄牙   | 第6名 | 第4輪    |        |        |               | 第1輪  |        |        | 0    |
| 2000–01  | 利亞拿     | 葡萄牙   | 第5名 |          |        |        |               |        |        |        | 0    |
| 2001–02  | 利亞拿     | 葡萄牙   | 第4名 | 第4輪    |        |        |               |        |        |        | 0    |
| 2001–02  | 波圖       | 葡萄牙   | 季軍  |          |        |        | 第2階段小組賽 |        |        |        | 0    |
| 2002–03  | 波圖       | 葡萄牙   | 冠軍  | 冠軍     |        |        |               | 冠軍   |        |        | 3    |
| 2003–04  | 波圖       | 葡萄牙   | 冠軍  | 亞軍     |        | 冠軍   | 冠軍          |        | 亞軍   |        | 3    |
| 2004–05  | 切尔西     | 英格兰   | 冠軍  | 第5輪    | 冠軍   |        | 準決賽        |        |        |        | 2    |
| 2005–06  | 切尔西     | 英格兰   | 冠軍  | 準決賽   | 第3輪  | 冠軍   | 16強          |        |        |        | 2    |
| 2006–07  | 切尔西     | 英格兰   | 亞軍  | 冠軍     | 冠軍   | 亞軍   | 準決賽        |        |        |        | 2    |
| 2007–08  | 切尔西     | 英格兰   | -     |          |        | 亞軍   | -             |        |        |        | 0    |
| 2008–09  | 國際米蘭   | 義大利   | 冠軍  | 準決賽   |        | 冠軍   | 16強          |        |        |        | 2    |
| 2009–10  | 國際米蘭   | 義大利   | 冠軍  | 冠軍     |        | 亞軍   | 冠軍          |        |        |        | 3    |
| 2010–11  | 皇家马德里 | 西班牙   | 亞軍  | 冠軍     |        |        | 準決賽        |        |        |        | 1    |
| 2011–12  | 皇家马德里 | 西班牙   | 冠軍  | 半準決賽 |        | 亞軍   | 準決賽        |        |        |        | 1    |
| 2012–13  | 皇家马德里 | 西班牙   | 亞軍  | 亞軍     |        | 冠軍   | 準決賽        |        |        |        | 1    |
| 2013–14  | 車路士     | 英格兰   | 季軍  | 第5輪    | 第5輪  |        | 準決賽        |        | 亞軍   |        | 0    |
| 2014–15  | 車路士     | 英格兰   | 冠軍  | 第4輪    | 冠軍   |        | 16強          |        |        |        | 2    |
| 2015–16  | 車路士     | 英格兰   | -     | -        | 第4輪  | 亞軍   | -             |        |        |        | 0    |
| 2016–17  | 曼聯       | 英格兰   | 第6名 | 半準決賽 | 冠軍   | 冠軍   |               | 冠軍   |        |        | 3    |
| 2017–18  | 曼聯       | 英格兰   | 亞軍  | 亞軍     | 第4輪  |        | 16強          |        | 亞軍   |        | 0    |
| 2018–19  | 曼聯       | 英格兰   | -     | -        | 第3輪  |        | -             |        |        |        | 0    |
| 2019–20  | 热刺       | 英格兰   | 第6名 | 第5輪    |        |        | 16強          |        |        |        | 0    |
| 2020–21  | 热刺       | 英格兰   | -     | 第5輪    | -      |        |               | 16強   |        |        | 0    |
| 2021–22  | 羅馬       | 義大利   |       | 半準決賽 |        |        |               |        |        | 冠軍   | 1    |
| 獎杯總計 | 獎杯總計   | 獎杯總計 | 8     | 4        | 4      | 5      | 2             | 2      | -      | 1      | 26   |

## 家庭

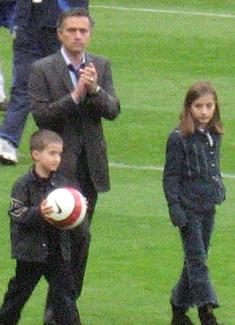
穆里尼奥与他的两个孩子，小若泽和马蒂尔德（摄于2007年）

穆里尼奥在年少時與現任妻子Tami相識於葡萄牙塞圖巴爾，隨之在1989年結婚，並先後誕下女兒馬蒂爾德（Matilde）及兒子小祖些·馬里奧（José Mário Jr）。